# Chopin: Pragnienie miłości
Chopin: Pragnienie miłości é um filme polonês de 2002, do gênero drama romântico, dirigido por Jerzy Antczak, baseado na biografia de Frédéric Chopin.